# Deubach (Ichenhausen)
Deubach ist ein Stadtteil von Ichenhausen und eine Gemarkung im schwäbischen Landkreis Günzburg in Bayern.
Das Pfarrdorf Deubach liegt circa zwei Kilometer nördlich von Ichenhausen und östlich von Hochwang an der Kreisstraße GZ 17.

## Geschichte
Die Gemeinde Deubach mit einer Fläche von etwa 412 Hektar bestand bis zu ihrer Eingemeindung in die Stadt Ichenhausen am 1. Mai 1978. Ihren höchsten Bevölkerungsstand hatte die Gemeinde im Jahr 1946 mit 402 Einwohnern.

## Sehenswürdigkeiten

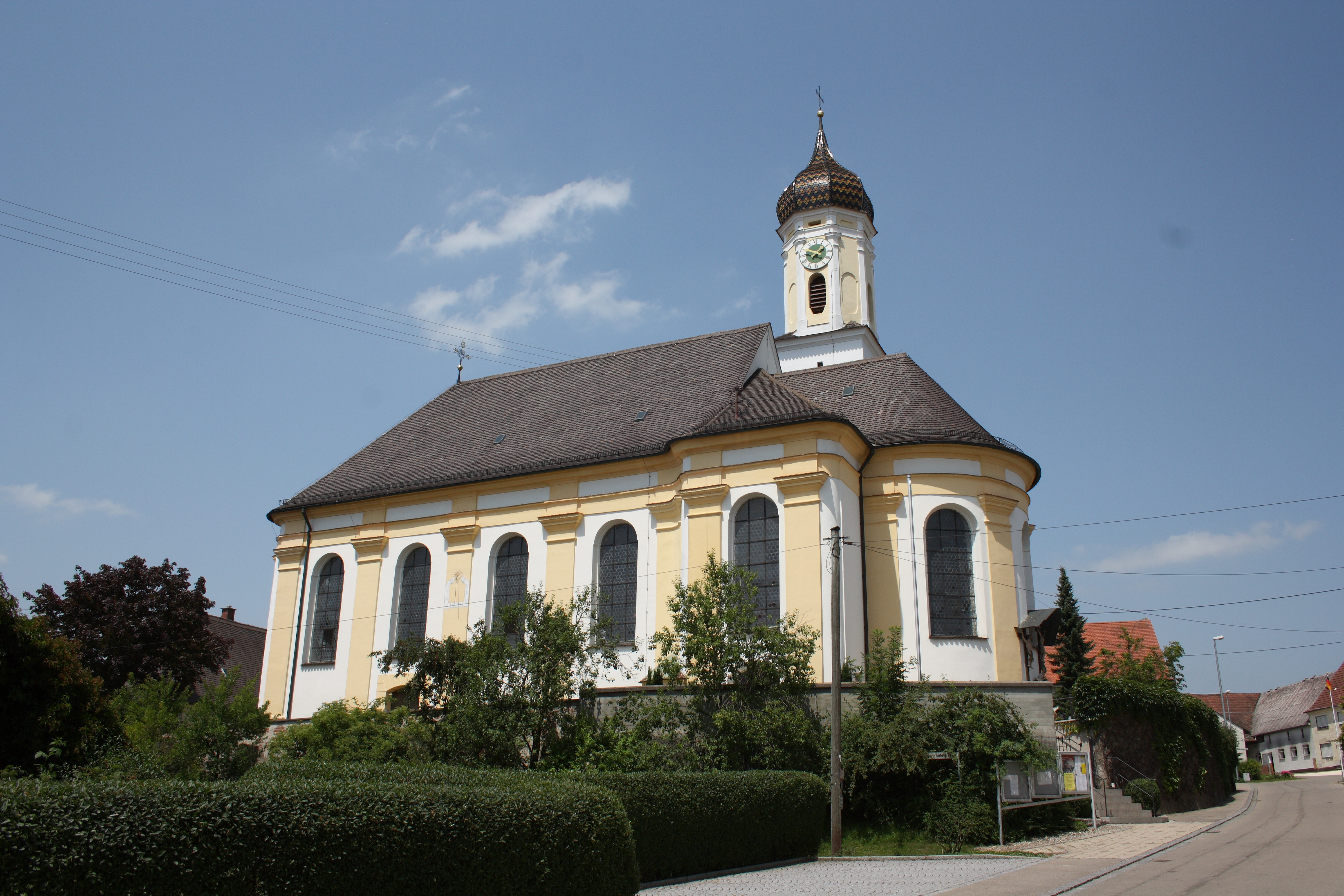
Kirche St. Martin

Siehe auch: Liste der Baudenkmäler in Deubach
- Katholische Pfarrkirche St. Martin